# Championnat d'Europe masculin de water-polo 1926
Navigation
Bologne 1927
Le Championnat d'Europe de water-polo masculin 1926 est la première édition du Championnat d'Europe de water-polo masculin, compétition organisée par la Ligue européenne de natation (LEN) et rassemblant les meilleures équipes masculines européennes. Il se déroule à Budapest, en Hongrie, du 18 au 22 août 1926.

## Résultats

### Classement
| Rang | Équipe    | Pts | J | G | N | P | Bp | Bc | Diff |
| ---- | --------- | --- | - | - | - | - | -- | -- | ---- |
| 1    | Hongrie   | 6   | 3 | 3 | 0 | 0 | 16 | 3  | +13  |
| 2    | Suède     | 3   | 3 | 1 | 1 | 1 | 10 | 10 | 0    |
| 3    | Allemagne | 2   | 3 | 1 | 0 | 2 | 11 | 17 | -6   |
| 4    | Belgique  | 1   | 3 | 0 | 1 | 2 | 7  | 14 | -7   |

### Matchs
| 18 août 1926 | Hongrie | 8 - 1 | Allemagne |          |
|              |         |       |           | Budapest |

| 19 août 1926 | Allemagne | 6 - 4 | Belgique |          |
|              |           |       |          | Budapest |

| 20 août 1926 | Hongrie | 5 - 0 | Belgique |          |
|              |         |       |          | Budapest |

| 20 août 1926 | Suède | 5 - 4 | Allemagne |          |
|              |       |       |           | Budapest |

| 21 août 1931 | Suède | 3 - 3 | Belgique |          |
|              |       |       |          | Budapest |

| 22 août 1931 | Hongrie | 3 - 2 | Suède |          |
|              |         |       |       | Budapest |

## Statistiques

### Médaillés
| Édition       | Or | Argent | Bronze    |
| ------------- | --- | ------ | --------- |
| Budapest 1926 | Hongrie István Barta Tibor Fazekas Márton Homonnai Alajos Keserű Ferenc Keserű József Vértesy János Wenk Sélectionneur : Ernő Beleznay | Suède  | Allemagne |